# 馬丁·杜布拉夫卡
馬丁·杜布拉夫卡（1989年2月15日—）是一位斯洛伐克足球運動員，在場上的位置是守門員。現效力於英超球隊伯恩利。他也代表斯洛伐克國家足球隊參賽。

## 俱乐部生涯
2014年1月30日，杜布拉夫卡与丹麦超级联赛俱乐部埃斯比约签下了一份为期三年半的合同。  2016年7月，杜布拉夫卡以一份为期一年的合同加盟捷克甲级联赛俱乐部利贝雷茨斯洛万。  2017年6月，他加盟布拉格斯巴达，签下了一份为期三年的合同。 2018年5月30日，杜布拉夫卡永久转会到纽卡斯尔，转会费约为500万欧元。2022年9月1日，他以租借形式加盟曼联，为期一个赛季。

## 榮譽

### 球會
斯利納
- 斯洛伐克足球超級聯賽冠军：2009–10, 2011–12
- 斯洛伐克超級盃冠军：2010

曼聯
- 英格兰联赛盃冠军：2022–23

紐卡素足球會
- 英格兰联赛盃冠军：2024–25[11]

### 國家隊
斯洛伐克
- 泰國國王盃冠軍：2018年

### 個人
- 纽卡斯尔联年度最佳球員：2020年